# Przeradz (województwo zachodniopomorskie)
Przeradz (niem. Eschenriege) – wieś w Polsce położona w województwie zachodniopomorskim, w powiecie szczecineckim, w gminie Grzmiąca, nieopodal granicy z gminą Szczecinek.
1 km na południowy wschód od centrum wsi przystanek osobowy Przeradz na linii kolejowej Szczecinek - Białogard - Kołobrzeg.